# Louis-Félicien Tardu
Louis-Félicien Tardu, francoski general, * 6. september 1891, † 1981.